# Phyllodrepanium falcifolium
Phyllodrepanium falcifolium là một loài rêu trong họ Phyllodrepaniaceae. Loài này được (Schwägr.) Crosby mô tả khoa học đầu tiên năm 1970.